# Virgilio de los Llanos
Virgilio de los Llanos Más (Málaga, 3 de noviembre de 1925 - Alfafar, provincia de Valencia, 1 de octubre de 2014) fue un ingeniero hidroeléctrico hispano-soviético, organizador de la construcción industrial y Premio del Consejo de Ministros de la URSS.

## Biografía
Nacido en Málaga, pasó su infancia en Madrid y fue criado principalmente por su tía materna Rubia, ya que sus padres, vinculados al teatro, solían estar de gira.
Durante la guerra civil rusa, Virgilio y sus hermanos Carlos y Carmen vivieron en Barcelona bajo el cuidado de su tía Isabel, y en noviembre de 1938, como parte del último grupo de hijos de los republicanos evacuados, fueron evacuados primero a Francia y luego, vía Le Havre, en el barco Felix Dzerzhinsky a Leningrado en la Unión Soviética. Fueron internados un orfanato en la avenida Nevsky, destinado a niños españoles, donde se impartían clases en los dos idiomas. 
La entrada de la Unión Soviética en la Segunda Guerra Mundial le encontró en el Artek, desde donde fue enviado al orfanato español n.º 1, cerca de Moscú. En el otoño de 1941, el orfanato fue evacuado a la aldea de Kukkus, en la extinta República Autónoma de los Alemanes del Volga. Durante la evacuación, Virgilio tuvo que aprender labores agrícolas: ordeñar vacas, aventar grano y conducir un tractor y una cosechadora. Para no separarse de un amigo mayor que ya estaba terminando la escuela, seis escolares españoles completaron el programa de décimo grado en el verano de 1943 y aprobaron sus exámenes. Ingresaron en el Instituto de Ingeniería Eléctrica de Moscú, donde se graduó en 1949 con la primera promoción de ingenieros hidroeléctricos. Realizó prácticas en la restauración de la Central Hidroeléctrica del Dniéper (1947) y en la cascada de Centrales Hidroeléctricas del Chirchik (1948). En 1948, conoció a Inna Koshcheyeva y se casaron ese mismo año. La pareja fue enviada a Ekaterimburgo, donde vivía la familia de Inna, y se convirtió en ingeniero en Selenergo, empresa encargada de electrificar asentamientos rurales y construir pequeñas centrales hidroeléctricas en granjas colectivas. Los viajes de trabajo de Virgilio y la falta de perspectivas en el sector de la energía hidroeléctrica a pequeña escala llevaron a que, cuando los periódicos informaron sobre el inicio de la construcción de la central hidroeléctrica de Kúibyshev, pidieran el traslado allí.
De los Llanos Mas fue miembro del Komsomol y, a partir de 1947, se afilió al Partido Comunista de España (PCE) y en 1959, al Partido Comunista de la Unión Soviética (PCUS). Asistió a numerosos actos del PCE y en diciembre de 1959 fue delegado al VI Congreso del Partido Comunista de España, celebrado en Checoslovaquia. 
En 1950, la pareja se mudó a Stávropol del Volga, donde consiguieron trabajo en Kuibishevhidrostrói. A partir del 12 de noviembre de 1951, se le transfirió al distrito hidrotécnico de la margen derecha y, antes de comenzar a trabajar, realizó prácticas en la construcción del canal Volga-Don, la central hidroeléctrica de Tsimlyansk, el edificio principal de la Universidad Estatal de Moscú y algunas instalaciones en Bielorrusia. En el verano de 1956, pudo volver a la España franquista pero, debido a que sus suegros seguía en la URSS y que a Virgilio Llanos Manteca todavía se le prohibía la entrada, decidieron quedarse. En mayo de 1959, Virgilio de los Llanos fue elegido diputado del Consejo de Diputados del Pueblo de la ciudad de Stávropol del Volga.
En noviembre de 1961, se le envió a Cuba con su familia. Bajo el seudónimo de Pedro Reynosa Mendoza, trabajó como ingeniero jefe en la construcción de la Central Térmica de Mariel, bajo el control del Che Guevara. Por las noches, impartía clases en el departamento de ingeniería de la Universidad de La Habana. En marzo de 1978, tras la muerte de Franco, Virgilio de los Llanos pudo visitar España por primera vez en muchos años.
En el verano de 1990, la familia Llanos decidió mudarse a España. Virgilio atravesaba dificultades económicas y su pensión personal, establecida por una comisión especial del Consejo de Ministros de la URSS, fue cancelada. Desde marzo de 1991, Virgilio trabajó para Chupa Chups, empresa que se adentraba activamente en el mercado soviético y desarrollaba su propia producción en Rusia. No fue hasta septiembre de 1992 que pudo irse a España con su esposa y su suegra. Como parte del programa estatal de seguridad social, le asignaron un apartamento en Alfafar.
Desde su vuelta a España, Virgilio se dedicó a la traducción del ruso al español; en total, tradujo unos 25 libros, que se publicaron, incluso repetidamente, en España y Latinoamérica. Escribió y publicó en 2002 un libro de memorias titulado "¿Te acuerdas, tovarisch…?", presentado en la Feria del Libro de Valencia, donde tuvo cierto éxito y no pasó desapercibido para la crítica. En 2008, se publicó en Rusia una traducción del libro mismo. Inna Kashcheeva Llanos falleció en junio de 2014 y Virgilio la sobrevivió tres meses. La pareja está enterrada en un cementerio de Valencia.

## Vida personal
El 2 de diciembre de 1949 Virgilio e Inna tuvieron una hija, María Llanos Más, y el 23 de agosto de 1953, un hijo, Andréi.

## Premios
- Orden de Lenin (8 de septiembre de 1958).
- Orden de la Insignia de Honor.
- Constructor Honorario de la RSFSR (1973).
- Premio del Consejo de Ministros de la URSS (1977).